# Liste der deutschen Botschafter in Albanien
Die Liste der deutschen Botschafter in Albanien enthält alle Botschafter des Deutschen Reichs, der Deutschen Demokratischen Republik sowie der Bundesrepublik Deutschland in Albanien. Sitz der Botschaft ist in Tirana.
| Name            | Bild            | Amtszeit        | Anmerkungen |
| Deutsches Reich | Deutsches Reich | Deutsches Reich | Deutsches Reich                                                                                                   |
| --------------- | --------------- | --------------- | --- |
| Julius Winckel  |                 | 1913–1914       | Generalkonsul, deutscher Vertreter in der Internationalen Kontrollkommission zur Festlegung der Grenzen Albaniens |

| Name                                  | Bild            | Amtszeit        | Anmerkungen     |
| Deutsches Reich                       | Deutsches Reich | Deutsches Reich | Deutsches Reich |
| ------------------------------------- | --------------- | --------------- | --------------- |
| Rudolf Nadolny                        |                 | 1914            | Legationsrat    |
| Hellmuth Freiherr Lucius von Stoedten |                 | 1914            | Generalkonsul   |

| Name                                         | Bild              | Amtszeit          | Anmerkungen                                                                             |
| / Deutsches Reich                            | / Deutsches Reich | / Deutsches Reich | / Deutsches Reich                                                                       |
| -------------------------------------------- | ----------------- | ----------------- | --------------------------------------------------------------------------------------- |
| Völkerrechtliche Anerkennung am 19. Mai 1922 |                   |                   |                                                                                         |
| Radolf von Kardorff                          |                   | 1923–1929         | 1923 Geschäftsträger, ab 1925 außerordentlicher Gesandter und bevollmächtigter Minister |
| Siegfried Hey                                |                   | 1929–1931         | 1929 Gesandter, ab 1930 Geschäftsträger im Konsulat                                     |
| Erich von Luckwald                           |                   | 1931–1936         | 1931 Konsul, ab 1932 Konsul und Geschäftsträger, ab 1934 Gesandter                      |
| Eberhard von Pannwitz                        |                   | 1936–1941         | 1936 Gesandter, ab 1939 Generalkonsul                                                   |
| Martin Schliep                               |                   | 1941–1944         | 1941 Generalkonsul, ab 1944 Gesandter                                                   |

| Name | Bild                            | Amtszeit                        | Anmerkungen                                  |
| Deutsche Demokratische Republik                                                                          | Deutsche Demokratische Republik | Deutsche Demokratische Republik | Deutsche Demokratische Republik              |
| --- | ------------------------------- | ------------------------------- | -------------------------------------------- |
| Völkerrechtliche Anerkennung der DDR am 2. Dezember 1949, diplomatische Beziehungen seit 6. Februar 1952 |                                 |                                 |                                              |
| Erhard Scheffler                                                                                         |                                 | 1952–1953                       | Gesandter, Leiter der Diplomatischen Mission |
| Erhard Scheffler                                                                                         |                                 | 1953–1955                       | Lt. d. Gesandtschaft, ab 1955 Botschafter    |
| Kurt Prenzel                                                                                             |                                 | 1955–1960                       |                                              |
| Aenne Kundermann                                                                                         |                                 | 1960–1961                       | Botschafterin                                |
| Heinz Neugebauer                                                                                         |                                 | 1962–1964                       | Geschäftsträger                              |
| Sylvester Bernatek                                                                                       |                                 | 1964–1967                       | Geschäftsträger                              |
| Rudolf Fritzsche                                                                                         |                                 | 1967–1972                       | Geschäftsträger                              |
| Hans Kaschube                                                                                            |                                 | 1972–1974                       | Geschäftsträger                              |
| Siegfried Balon                                                                                          |                                 | 1974–1981                       | Geschäftsträger                              |
| Karl-Heinz Heisig                                                                                        |                                 | 1981–1985                       | Geschäftsträger                              |
| Dieter Kulitzka                                                                                          |                                 | 1985–1989                       | Geschäftsträger, ab 1988 Botschafter         |
| Peter Schubert                                                                                           |                                 | 1989–1990                       | Botschafter                                  |

| Name                                | Bild           | Amtszeit       | Anmerkungen          |
| BR Deutschland                      | BR Deutschland | BR Deutschland | BR Deutschland       |
| ----------------------------------- | -------------- | -------------- | -------------------- |
| Diplomatische Beziehungen seit 1987 |                |                |                      |
| Werner Daum                         |                | 1987–1988      | Geschäftsträger a.I. |
| Friedrich Kroneck                   |                | 1988–1991      |                      |
| Claus Vollers                       |                | 1991–1995      |                      |
| Hannspeter Disdorn                  |                | 1995–1999      |                      |
| Peter Kiewitt                       |                | 1999–2001      |                      |
| Helmuth Schroeder                   |                | 2001–2003      |                      |
| Hans-Peter Annen                    |                | 2003–2007      |                      |
| Bernd Borchardt                     |                | 2007–2010      |                      |
| Carola Müller-Holtkemper            |                | 2010–2013      |                      |
| Hellmut Hoffmann                    |                | 2013–2016      |                      |
| Susanne Schütz                      |                | 2016–2019      |                      |
| Peter Zingraf                       |                | 2019–2023      |                      |
| Karlfried Bergner                   |                | Seit 2023      |                      |